# Eleccions al Parlament de Canàries de 2007
Les Eleccions al Parlament de Canàries de 2007 se celebraren el 27 de maig. Amb un cens d'1.537.139 electors, els votants foren 940.852 (61,2%) i 596.287 les abstencions (38,8%). El partit més votat és el PSOE, però mercè un pacte entre CC-AHI i PP fou nomenat president Paulino Rivero Baute (CC).
- Els resultats foren:

| ← Eleccions al Parlament de Canàries, 2007 →             |         |       |        |
| Partit                                                   | Vots    | %     | Escons |
| PSOE                                                     | 322.833 | 35,01 | 26     |
| PP                                                       | 224.883 | 24,38 | 15     |
| Coalició Canària-PNC                                     | 222.905 | 24,17 | 17     |
| Nueva Canarias                                           | 50.749  | 5,50  |        |
| Centre Canari                                            | 36.975  | 4,01  |        |
| Los Verdes de Canarias                                   | 17.793  | 1,93  |        |
| Coalició PIL-CC de Lanzarote                             | 9.701   | 1,05  |        |
| Compromiso por Gran Canaria                              | 8.512   | 0,92  |        |
| Izquierda Unida Canaria                                  | 6.658   | 0,71  |        |
| APC- Alternativa Ciudadana 25 de Maig                    | 4.824   | 0,52  |        |
| Agrupación Herreña Independiente                         | 2.973   | 0,32  | 2      |
| ANC                                                      | 2.539   | 0,28  |        |
| Unidad del Pueblo                                        | 1.485   | 0,16  |        |
| PCPC                                                     | 1.338   | 0,15  |        |
| Alternativa Nacionalista Maga                            | 1.079   | 0,12  |        |
| Partit Gran Canària                                      | 1.073   | 0,12  |        |
| Coalició de Centre                                       | 1.006   | 0,11  |        |
| Illa Alternativa                                         | 870     | 0,09  |        |
| Partit Humanista                                         | 777     | 0,08  |        |
| Movimiento por la Unidad del Pueblo Canario              | 584     | 0,06  |        |
| Unión Ciudadana, Progresistas Independientes de Canarias | 557     | 0,06  |        |
| Compromiso por Tenerife                                  | 466     | 0,05  |        |
| La Falange                                               | 327     | 0,04  |        |
| Movimiento por la Unidad del Pueblo                      | 304     | 0,03  |        |
| Democracia Nacional                                      | 302     | 0,03  |        |
| Iniciativa Ciudadana por Fuerteventura                   | 286     | 0,03  |        |
| Partido Político Tagoror Pensionista de Canarias         | 280     | 0,03  |        |
| PNC-El Hierro                                            | 244     | 0,03  |        |

A part, es comptabilitzaren 1.327 (1,4%) vots en blanc.

## Diputats electes
- Juan.Fernando López Aguilar (PSOE)
- Paulino Rivero Baute (Coalició Canària)
- José Manuel Soria (PP)